# 110.
110. je drugo desetletje v 2. stoletju med letoma 110 in 119. 